# Livistona inermis
Livistona inermis là loài thực vật có hoa thuộc họ Arecaceae. Loài này được R.Br. mô tả khoa học đầu tiên năm 1810.